# Walter Bishop
Il dottor Walter Bishop è un personaggio della serie televisiva Fringe, interpretato dall'attore John Noble.
Walter viene definito una sorta di Einstein della sua epoca in La solita vecchia storia da Broyles e una specie di dottor Frankenstein da suo figlio Peter ne Il laboratorio del dottor Bishop
Il dottor Bishop ha inventato moltissime cose e ha varcato confini inimmaginabili, anche e soprattutto per amore della sua famiglia nonché per il suo ego; ha moltissimi segreti ed è legato da una strana amicizia con l'Osservatore Settembre.
È inoltre amico di vecchia data di William Bell, da lui soprannominato Belly, e di Nina Sharp.

## Famiglia
Walter Bishop nacque a Cambridge nel 1946, figlio del dottor Robert Bischoff, scienziato tedesco nazista che aiutò segretamente gli Alleati e si trasferì in seguito negli Stati Uniti, cambiando il nome di famiglia in Bishop. Walter si sposò con una donna inglese, Elizabeth, e il figlio Peter nacque nel 1978.

## Studi
Walter, che possiede un QI di 196, condivideva il laboratorio con il compagno di ricerche William Bell e concentrò il suo lavoro di scienziato unicamente nella scienza di confine. Sin dalla fine degli anni '70 collaborò con il Governo degli Stati Uniti in vari progetti, tra i quali in particolare quello chiamato "Kelvin Genetics", che gli diede carta bianca per continuare i suoi studi di ricerca, la maggior parte dei quali eticamente discutibili. Walter e Bell hanno infatti spesso fatto uso di droghe psichedeliche e cavie umane. Walter, che allora era professore ad Harvard, utilizzava come laboratorio un vecchio locale, nel seminterrato dell'Università. Lo stesso laboratorio verrà usato dalla Divisione Fringe.
Walter racconta al figlio Peter di aver costruito in quegli anni un marchingegno, che lui chiamò "disreazione", che permettesse alle persone di viaggiare nel tempo e nello spazio. Nello stesso anno, il 1985, Walter lo fece a pezzi e nascose le parti in diverse cassette di sicurezza di banche sparse per il Paese. Diciassette anni dopo, le parti verranno rubate e riassemblate per conto di David Robert Jones, che userà il macchinario per evadere di prigione.

## L'incidente e il St. Claire
Il successo di Walter, considerato dai suoi contemporanei un "nuovo Einstein", ebbe fine nel 1991, quando nel suo laboratorio si verificò un terribile incendio, che uccise una delle sue assistenti, Carla Warren. Dopo diciassette anni dall'avvenimento, Walter affronta per la prima volta l'accaduto parlando con la madre della ragazza, Jessica Warren.
In seguito all'incidente, Walter fu ritenuto incapace di affrontare un processo per omicidio preterintenzionale e dichiarato mentalmente instabile. Fu quindi internato nell'ospedale psichiatrico di Saint Claire, dove rimase per diciassette anni. Mantenuto sotto stretto controllo, Walter poteva ricevere visite solo dai parenti più stretti; né Peter né nessun altro, però, lo andò mai a trovare. Durante il suo internato, il successo di William Bell, al contrario, aumentò tanto da farlo diventare l'uomo più ricco del mondo, fondando la "Massive Dynamics".

## Musica
Episodio 1x15

Autore: Al Green

Titolo: Love and Happiness
Episodio 1x19

Autore: Robert Johnson

Titolo: Traveling Riverside Blues
Episodio 2x03

Autore: The Hollies

Titolo: The Air That I Breathe
Episodio 2x04

Autore: Yes

Titolo: I've Seen All Good People:A.Your Move,B. All Good
Episodio 2x06

Autore: Mario Lanza

Titolo: Una Furtiva Lagrima
Episodio 2x20

Autore: Yes

Titolo: Roundabout

## Prima stagione
(Walter Bishop, Fuga nel sogno)
Quando Olivia Dunham inizia le indagini sul disastro del volo 627, richiede il rilascio di Walter dal St. Claire's, per il quale è necessaria la firma di suo figlio. Peter Bishop viene prelevato da Olivia in Iraq e diventa temporaneamente custode di Walter. Dopo 17 anni di isolamento, Walter Bishop rispecchia in pieno lo stereotipo dello scienziato pazzo. L'uomo inizia un lentissimo processo di riabilitazione e tenta di riambientarsi nel mondo civile. Le stranezze e le manie di Walter però sono innumerevoli e sono caratterizzanti del personaggio: dopo anni di prigionia sente il bisogno di riassaporare, letteralmente, i gusti e gli odori di cui ha solo un vago ricordo; esprimendo al meglio la sua indole da scienziato pazzo, rimane impassibile davanti a corpi da sezionare e anzi, sembra trovare interesse nel macabro. Tralasciando il lato comico, Walter porta con sé un profondo senso di colpa per ciò che ha fatto (l'uso di cavie umane, la perdita della sua assistente) e una voglia di redenzione e di rimediare agli errori passati.
Walter porta con sé un grande tormento e numerosi segreti sul suo passato. Ha un particolare rapporto con un Osservatore, Settembre, e si evince che fu quell'Osservatore a salvare lui e suo figlio Peter da un incidente avvenuto su un lago ghiacciato. Quando Walter fa visita a una tomba dove è inciso il nome di suo figlio Peter, secondo la lapide morto nel 1985, s'intuisce che Walter lo possa aver sostituito con un Peter proveniente da una realtà alternativa.

## Seconda stagione
Quando Olivia finisce coinvolta in un incidente, Walter è il primo a capire che la donna è stata nell'altra realtà e che stanno arrivando i mutaforma per combattere una guerra.
Dopo varie indagini in cui, grazie all'aiuto essenziale del figlio, riesce a collaborare con l'FBI, l'uomo finisce per rivelare a Olivia il suo segreto: suo figlio Peter è morto a causa di una malattia genetica molto rara, e ha rapito il Peter alternativo per salvarlo da morte certa, ma non ha più avuto il coraggio di riportarlo indietro.
Dopo poco tempo il giovane scopre la verità e decide di tornare nella sua realtà, ma Olivia e lo stesso Walter lo riportano indietro facendogli capire che il suo padre naturale lo vuole usare per far collidere le due realtà e distruggere quella in cui è sempre vissuto.
Mentre rientrano nel loro universo, Olivia viene scambiata con il suo doppio, ma nessuno dei due Bishop se ne accorge.
Al laboratorio Peter si chiarisce con Walter dicendogli che non l'ha ancora perdonato, ma che considera significativo che Walter abbia viaggiato due volte tra gli universi per salvarlo.

## Terza stagione
Walter è sempre più angosciato all'idea della Macchina e riguardo al suo legame con il figlio Peter, teme di perderlo e la situazione non migliora quando scoprono il libro de "Il primo Popolo" e si rifà vivo Settembre, facendogli capire che non è sicuro che suo figlio vivrà.
La situazione peggiora ulteriormente quando Peter, per fermare l'Apocalisse in atto, è costretto a entrare nella Macchina finendo in coma; ciò sconvolge Walter come non mai che implora Dio di punire lui ma di salvare il loro mondo.
Il giovane alla fine salva la situazione creando il ponte tra gli universi, ma scompare davanti a tutti, compreso lo stesso Walter che si dimentica di lui.

## Quarta stagione
La sparizione di Peter con i ricordi a lui legati trasforma Walter in una larva, l'uomo vive chiuso nel laboratorio e non ha contatti con nessuno, anche con Olivia i rapporti sono ridotti al minimo, inoltre ha continue visioni di Peter che per lui è uno sconosciuto: in questa nuova linea temporale anche il Peter alternativo è morto a sette anni, ma a causa di Walter che non riuscì a salvarlo dall'annegamento.
Ciò fa sentire Walter indegno e quando Peter si ripresenta a lui lo tratta male apposta dicendo di non meritarlo: sarà Alt Elizabeth, offrendogli il suo perdono, che permetterà la riconciliazione tra i due.
Tale riconciliazione riporta alla vita Walter che si sente rinato, esce dal laboratorio e torna a lavorare attivamente ai casi, pur non ricordando la precedente linea temporale.
L'uomo è anche felice di vedere Peter con Olivia perché ha finalmente una famiglia, ma il ritorno di William Bell e la sua idea di fondere gli universi per crearne uno nuovo rischia di mandare in frantumi tutto questo: il dottor Bishop è costretto a "uccidere" Olivia che era la fonte di energia di tale fusione.
Tuttavia grazie alle doti risanatrici del cortexiphan, il farmaco inventato da lui e da "Belly", riesce a salvare Olive che rivela a Peter di essere incinta.
Poco dopo arriva Settembre (un osservatore) che rivela a Walter che gli Osservatori stanno arrivando.
In un breve flashforward nel 2036 Walter aiuta la resistenza a combattere gli Osservatori che hanno instaurato la dittatura dopo aver sterminato quasi tutta l'umanità: al dottor Bishop vengono reimpianti i pezzi di cervello che si era fatto togliere perché non gli piaceva la persona che stava diventando.
Ciò fa riemergere lentamente il suo lato oscuro.

## Quinta stagione
Il mondo è sotto la dittatura degli Osservatori, ma i Bishop riescono a riunirsi grazie alla nipote Etta che li estrae dall'ambra. Successivamente cominciano le ricerche per ritrovare Olivia che pareva persa nel nulla.  mentre cercano di recuperare il piano creato da Walter e da Settembre contro gli Osservatori, la felicità è però di breve durata perché Etta (figlia di Peter e Olivia) viene uccisa dal capitano Windmark, capo degli Osservatori, e ciò scatena la rabbia di Peter che tortura ed uccide uno di loro, gli ruba il chip che gli dà delle abilità e se lo trapianta. 
Ciò lo rende più potente ma rischia di fargli perdere la sua umanità schiacciando quella parte del cervello dedicata alle emozioni, Olivia riesce a convincerlo a toglierselo, tuttavia alcune tracce del misterioso aggeggio restano in lui.
Nel frattempo Walter, con di nuovo i pezzi di cervello che gli erano stati prelevati da Bell sotto richiesta dello stesso Walter, si lega sempre più a Peter temendo di perdere di nuovo se stesso.
Peter e gli altri scoprono che del piano fa parte anche un misterioso bambino osservatore già visto nella prima stagione e chiamato Michael, inoltre scoprono che un misterioso scienziato di nome Donald ha aiutato Walter nella creazione del piano: in un episodio si scopre che Donald non è altri che Settembre umanizzato.
Michael permette a Walter di ricordare la precedente timeline così l'uomo comprende di non essere responsabile dell'annegamento di Peter e che anzi lo salvò da morte certa nel 1985 quindi il Peter che ha di fronte è proprio quel ragazzo che salvò.
Nel finale di stagione, Walter sacrifica se stesso accompagnando Michael nel futuro; in questo modo riscrive la storia ma cancella se stesso dall'esistenza, a causa del paradosso temporale creato.

## Walter Bishop alternativo
Nell'altro universo Walter Bishop (chiamato Walternativo dal Walter di "questo" universo) è il Segretario della Difesa; uomo potentissimo, geniale e fondatore della Bishop Dynamics è rimasto traumatizzato dalla scomparsa del figlio Peter nel 1985. Nel cercare il perché della scomparsa del figlio, ha scoperto l'esistenza di un altro universo e, a causa di ciò che gli è accaduto, considera gli abitanti di tale realtà un pericolo, e cerca in tutti i modi un modo per annientarlo, fino a voler sacrificare il figlio Peter affinché metta in funzione un'avveniristica macchina in grado di operare tale distruzione.
Nella timeline generata dalla cancellazione di Peter dalla memoria di tutti, inaspettatamente non esiterà ad aiutare il figlio a ripristinare il normale corso degli eventi affinché lui possa tornare alla "sua" realtà accanto alla amata Olivia.